# Grazer AK
Grazer Athletiksport Klub austrijski je nogometni klub iz grada Graza u Štajerskoj. Trenutačno se natječe u austrijskoj Bundesligi.

## Uspjesi
Austrijska Bundesliga
- Prvak (1): 2003./04.

Austrijski nogometni kup
- Osvajač (4): 1980./81., 1999./00., 2001./02., 2003./04.

Austrijski nogometni superkup
- Osvajač (2): 2000., 2002.

## Hrvati u GAK-u
- Mario Bazina
- Damir Mužek
- Igor Pamić
- Mario Tokić
- Bernard Vukas
- Željko Vuković
- Kažimir Vulić
- Ante Šimundža, trener

## Vanjske poveznice
- GAK-ova stranica